# Каленска керамика
Каленска керамика је врста хеленистичке керамике која је постојала на италском тлу, у Кампанији, пре појаве тера сигилате, односно у 3. и 2. веку п. н. е. Откривена је у Калену (лат. Cales, данас итал. Calvi Risorta, код Напуља).
Каленска керамика је подржавала металне узоре, што представља везу између хеленистичке керамике и римске тера сигилате. Представљала је јефтинију замену металног посуђа.
Одликује се тамном превлаком и рељефним украсом.
Облици каленске керамике су плитке зделе са медаљоном на дну или са испупчењем у средини и посуде са левком за изливање.
Каленска керамика се распростирала на простору од Сицилије до Дунава. 
Појава тера сигилате довео је до краја каленске рељефне керамике.